# Episodi de L'amico Gipsy (serie televisiva 1963) (prima stagione)
La prima stagione della serie televisiva L'amico Gipsy è stata trasmessa in anteprima nel Canada in  syndication tra il 24 settembre 1963 e il 2 luglio 1964.
| nº | Titolo originale              | Titolo italiano | Prima TV Canada   | Prima TV Italia |
| -- | ----------------------------- | --------------- | ----------------- | --------------- |
| 1  | Blue Water Sailor             |                 | 24 settembre 1963 |                 |
| 2  | Die Hard                      |                 | 1º ottobre 1963   |                 |
| 3  | One Last Rose                 |                 | 8 ottobre 1963    |                 |
| 4  | Come Next Fall Session        |                 | 15 ottobre 1963   |                 |
| 5  | Cry Wolf                      |                 | 22 ottobre 1963   |                 |
| 6  | Ninety Dollars for Mary       |                 | 26 ottobre 1963   |                 |
| 7  | Honor Ranch                   |                 | 28 settembre 1963 |                 |
| 8  | Chico                         |                 | 2 novembre 1963   |                 |
| 9  | Stakeout                      |                 | 19 novembre 1963  |                 |
| 10 | Furlong                       |                 | 26 novembre 1963  |                 |
| 11 | Bush Pilot                    |                 | 9 novembre 1963   |                 |
| 12 | Chinese Puzzle                |                 | 10 dicembre 1963  |                 |
| 13 | Trouble in Pairs              |                 | 16 novembre 1963  |                 |
| 14 | The Silent Witness            |                 | 23 novembre 1963  |                 |
| 15 | Black Satan                   |                 | 7 gennaio 1964    |                 |
| 16 | High Pursuit                  |                 | 14 gennaio 1964   |                 |
| 17 | Honored Guest                 |                 | 21 gennaio 1964   |                 |
| 18 | Roadblock                     |                 | 7 febbraio 1964   |                 |
| 19 | The Great Manhunt             |                 | 4 febbraio 1964   |                 |
| 20 | The Desperate Game            |                 | 11 febbraio 1964  |                 |
| 21 | Episode 1x21                  |                 | 18 febbraio 1964  |                 |
| 22 | Hold Back the Stork           |                 | 25 febbraio 1964  |                 |
| 23 | Curse of Smoky Ridge          |                 | 3 marzo 1964      |                 |
| 24 | A Fortune in Mink             |                 | 10 marzo 1964     |                 |
| 25 | Rough Passage                 |                 | 17 marzo 1964     |                 |
| 26 | Cougar Hunter                 |                 | 24 marzo 1964     |                 |
| 27 | Dark Encounter                |                 | 19 marzo 1964     |                 |
| 28 | Every Girl Should Have a Doll |                 | 31 marzo 1964     |                 |
| 29 | The Babysitter                |                 | 7 aprile 1964     |                 |
| 30 | Double-Cross                  |                 | 14 aprile 1964    |                 |
| 31 | No Escape                     |                 | 2 maggio 1964     |                 |
| 32 | Old Magic                     |                 | 16 maggio 1964    |                 |
| 33 | Sniff Me a Robber             |                 | 2 luglio 1964     |                 |